# Langues en Bulgarie
Les langues en Bulgarie sont au nombre de dix : le bulgare (langue slave méridionale et langue officielle de la Bulgarie) et neuf langues minoritaires qui n'ont pas de statut officiel.
Le bulgare s'écrit avec l'alphabet cyrillique avec quelques différences par rapport au russe. Il ne comporte en effet que 30 lettres et les prononciations peuvent ne pas être identiques. Le bulgare est également parlé dans les pays voisins, tels que la Grèce, la Turquie, la Roumanie, la Moldavie, l'Ukraine, la périphérie est de la Serbie et la Macédoine du Nord. Le macédonien est fermement considéré en Bulgarie comme un parler bulgare, bien que revendiqué comme une langue à part entière par la Macédoine du Nord. Cela a parfois provoqué des problèmes entre les deux pays lors de la rédaction de documents officiels communs. 

## Langues minoritaires
Les neuf langues minoritaires n'ont pas de statut officiel mais les recensements (déclaratifs) les décomptent : l'aroumain (appelé « valaque » en Bulgarie), le gagaouze, le grec, le macédonien (variante occidentale du bulgare), le romani (en ses variantes : arlisque - arliskó, ashkalisque - aškaliskó, djambasque - xhambaskó, tchanarsque - čanarskó, tcherbarsque - čerbarskó, thamarsque - thamarskó et vlachisque - vlaxskó,, le roumain, le serbe, le tatar de Crimée et le turc, auxquelles il faut ajouter la langue des signes bulgare, dérivée de la langue des signes russe. Des sources plus fantaisistes n'hésitent pas, en outre, à affirmer que le thrace (langue paléo-balkanique antique) serait encore parlé en Bulgarie,.

### Données statistiques
Le bulgare est la langue maternelle de 85 % des bulgares. Le turc et le romani sont les deux principales langues minoritaires, parlées respectivement par 9 % et 4 % de la population :
| Langue        | Population | %     |
| ------------- | ---------- | ----- |
| Bulgare       | 5 659 024  | 85,2  |
| Turc          | 605 802    | 9,1   |
| Romani        | 281 217    | 4,2   |
| Autres        | 48 547     | 0,7   |
| Non déclarées | 47 564     | 0,7   |
| Total         | 6 642 154  | 100,0 |

### Turc
Sous l'Empire Ottoman, de nombreux Bulgares se sont convertis à l'islam pour échapper à la double-capitation (haraç) et au rapt des garçons pour la troupe des janissaires (devşirme) : ce sont les Pomaks, nombreux le long de la frontière grecque ; d'autres sont aussi passés à la langue turque, notamment en Dobroudja du Sud et autour de Bourgas, de sorte que le turc est la seconde langue autochtone du pays.

### Tatar
Le tatar est parlé le long du Danube et en Dobroudja du Sud.

### Romani
Le romani est parlé par les Roms, soit entre 4 et 6 % de la population, mais de nombreux Roms parlent bulgare en langue maternelle.

### Autres langues
Le roumain est parlé le long du Danube et en Dobroudja du Sud, zones frontalières avec la Roumanie. L'aroumain dans les montagnes de l'Ouest, comme par exemple le massif de Vlahina. Le serbe est parlé le long la frontière avec la Serbie. 

## Langues étrangères

### Données statistiques
Selon un sondage Eurobarometer effectué en 2012,, l'anglais serait la langue étrangère la plus parlée avec 25 % de la population s'estimant capable d'avoir une conversation dans cette langue, le russe serait deuxième avec 23 % de la population et  l'allemand troisième avec 8 %.
À la question « À l’exception de votre langue maternelle, quelles sont les deux autres langues que les enfants devraient apprendre pour leur futur ?", l'anglais arrive premier avec 90 % de citations, l'allemand deuxième avec 36 %, le russe troisième avec 14 %, l'espagnol quatrième avec 9 %, le français cinquième avec 5 %, l'italien sixième avec 3 % et le chinois septième avec 1 % ».
Le russe, qui était encore la première langue étrangère avant 1988, a beaucoup perdu du terrain, et l'anglais l'a dépassé dans les statistiques depuis le milieu des années 2000. Il y a une petite minorité de langue maternelle russe en Bulgarie de quelque 15 000 personnes. 

### Anglais
Cette langue a supplanté le russe depuis 1991 : de plus, elle est beaucoup plus utile pour voyager, ou pour émigrer, pour le travail, vers des pays comme le Canada, l'Australie, le Royaume-Uni, ou les États-Unis. De plus, l'anglais devance largement l'allemand, et les autres langues, dont le russe.

### Russe
Généralement, les Bulgares de plus de 35 ans, scolarisés avant 1990, ont des notions de russe, souvent très importantes, car cette langue était obligatoire dans l'enseignement, de 1948 à 1991, le pays étant alors une dictature communiste membre du pacte de Varsovie et du COMECON. 
De nos jours, la langue russe est beaucoup moins attractive, car l'économie de la fédération de Russie est moins attractive pour les migrants économiques, plutôt attirés par le modèle de l'Union européenne. Il y a entre 20 000 et 30 000 personnes de langue maternelle russe en Bulgarie, dont une grande partie s'est installée en Dobroudja du Sud, au doux climat pontique. Au moins 23 % des Bulgares savent parler le russe couramment ; les autres le comprennent en raison de la proximité linguistique.

### Allemand
C'est la seconde langue étudiée après l'anglais : elle est utile pour les migrants bulgares qui travaillent en Allemagne, en Autriche, ou en Suisse Alémanique. Elle est aussi très importante pour le secteur du tourisme, qui recherche des Bulgares sachant parler allemand.

### Français
Jadis très importante avant 1945, elle était par exemple la seconde langue de l'élite, et de l'aristocratie, et la première langue européenne occidentale étudiée avant 1918. De nos jours, elle reste très importante dans le monde intellectuel, mais cette langue est largement devancée par l'anglais et l'allemand.